# هند المطيري
هند عبد الرزّاق هُوَيل المُطَيري شاعرة وكاتبة وأكاديمية أدبية سعودية. ولدت في الطائف ونشأت بها. تلقت تعليمها الأولي فيها فحصلت على الشهادة الجامعية في اللغة العربية من جامعة الملك سعود 1995 والدكتوراه في الأدب والنقد من قسم اللغة العربية وآدابها. شاركت في الكثير من الملتقيات والأمسيات الشعرية داخل المملكة وخارجها وهي عضو في نادي الرياض الأدبي. لها دواوين شعرية وعدة مؤلفات نقدية وأدبية.

## سيرتها
هي هند بنت عبد الرزاق هويل المطيري. ولدت في الطائف ونشأت بها في عائلة مهتمة بالأدب والشعر. تلقت تعليمها الأولي فيها فحصلت على الشهادة الجامعية في اللغة العربية من جامعة الملك سعود 1995، وتدرجت في تحصيلها العالي إلى أن حصلت على الماجستير والدكتوراه من جامعة نفسها من قسم اللغة العربية وآدابها.

عملت معلمة في وزارة التربية والتعليم، ثم انتقلت إلى جامعة الملك سعود بالرياض حيث تعمل أستاذ مساعد في كلية الآداب بها.

هي عضو الجمعية العمومية بنادي الرياض الأدبي، وعضو بيت الشعر في النادي. وعضو الهيئة الاستشارية لمجموعة شعراء وشاعرات وطن. منحت عضوية دائمة لها في نادي القصيم الأدبي. شاركت في عضوية العديد من برامج التطوير التربوي والبرامج الثقافية في وزارة التربية والتعليم ولها مساهمات وفعاليات في الاحتفالات والأمسيات الشعرية ولجان تحكيم الشعر من 1424 هـ/ 2004 م. والعديد من المساهمات الأدبية والثقافية على مستوى الأندية الأدبية ومشاركات في الصحف المحلية وفي الإذاعة وفي مواقع الإنترنتية.

## شعرها
تحولت في بدايتها من شاعرة تتغنى بالقومية العربية إلى شاعرة غزل، وهي تعد نفسها رائدة الشعر الأنثوي في السعودية. بدأت تكتب الشعر في مرحلة مبكرة من حياتها، ووقتها كانت على تدرس في أواخر المرحلة المتوسطة، وقد تبلورت أسلوبه بعد دراستها الجامعية في قسم اللغة العربية بكلية الآداب في جامعة الملك سعود، وذلك في عام 1995، عندما تخصصت في اللغة العربية. وكانت أول قصائدها التي نظمتها تدور حول القومية العربية‌ عمومًا. ثم اتجهت لكتابة شعر الغزل لاحقًا من حوالي عام 2000م. وبعد أن اصدرت ديوانا، اتجهت نحو كتابة القصة القصيرة.

### قصيدتها «ثورة الربيع القلبي» أو «ويح القبيلة»
لها قصيدة بعنوان «ويح القبيلة» أو «ثورة الربيع القلبي»،  منشورة في ديوانها بعنوان الجوزاء، صدر عن نادي الرياض الأدبي في 2015، وألقت هذه القصيدة في الأندية في عدد من مناطق المملكة، ولأول مرة في في مشاركة خارجية بالقاهرة. ثم، ألقاها أمام جمهور مختلط في معرض جدة الدولي للكتاب في ديسمبر 2015. أدى ذلك إلى حظرها من قبل حاكم مكة، الأمير خالد الفيصل، من المشاركة في الفعاليات الثقافية الأخرى. القصيدة وصفت بأنها «لاذعة نسوية ضد القيود المفروضة على النساء داخل المجتمع القبلي»، وتسببت في مطالبة العديد من الرجال القبليين بمقاضاتها والاعتذار الرسمي القسري بسبب التحدث عن سوء العادات القبلية، وحصلت على هاشتاج شعبي على تويتر. ردت الشاعرة على هذا الهجوم بتغريدات ورسائل، وأظهرت موقفها غير النادم ضد خنق الممارسات القبلية ضد النساء. لقد تحدثت عن قصيدتها كرد فعل على الطلاق القسري لابنة إحدى القبائل - سلمى - التي طُلقت من أحمد زوجها وأب أطفالها الخمسة بعد ثلاثة عشر عامًا من الزواج لأنه كان ذو خلفية غير قبلية، وبالتالي فهو غير مناسب للمعايير القبلية.

وفي 21 كانون الأول/ ديسمبر 2015 منعت من المشاركة في أي مناسبة أخرى بمكة من قبل أمير منطقة مكة خالد الفيصل بن عبد العزيز آل سعود  وذلك بسبب قصيدة ويح القبيلة التي ألقتها بمعرض جدة للكتاب  لمدة 15 عاما.

## جوائزها
- 2015: جائزة كتاب العام عن البطل الضد في شعر الصعاليك: دراسة أسلوبية وظيفية، وهي الجائزة التي يقوم عليها نادي الرياض الأدبي الثقافي.[15]
- 2015: جائزة التميز النسائي بأدبي القصيم في دورتها الأولى للعام 1436 هـ، وذلك عن ديوانها الجوزاء.[16]
- 2018: جائزة التميز النسائي بفرع المرأة المبدعة في المجال الأدبي بتنظيم من نادي القصيم الأدبي.[17]

## مؤلفاتها
- النفي في نقائض جرير والفرزدق: دراسة أسلوبية، مركز حمد الجاسر الثقافي، (ردمك 9786038058282)، 2008
- هند: أنثى بروح المطر، دار المفردات للطباعة والنشر، (ردمك 9786038058282)، 2010
- أنوثة بنكهة الملح الأزرق، مجموعة قصصية، (ردمك 9786038058237)، 2010
- سيرة الحب ذات غيرية،(ردمك 9786144047675)، 2015
- الجوزاء، مجموعة شعرية‌، نادي الأدبي بالرياض، يضم ثلاثين قصيدة، (ردمك 9786038082652)، 2016
- خلف البرقع نساء ساخنات: قصص طويلة جداً، مؤسسة الانتشار العربي، (ردمك 9786144049686)، 2016
- البطل الضد في شعر الصعاليك: دراسة أسلوبية وظيفية، تأبط شرا، الشنفرى، عروة بن الورد، (ردمك 9786144046654)، 2015
- وحبّبت أوطان النساء إليهن (ديوان شعر)، صدر عن كرسي الأدب السعودي في جامعة الملك سعود، 2024م.[18]

## وصلات خارجية
- المرأة السعودية.. نعرفكم على الشاعرة هند المطيري (فرانس 24، نشرت في: 15/01/2016)